# Épiais
Épiais é uma comuna francesa na região administrativa do Centro, no departamento Loir-et-Cher. Estende-se por uma área de 8,7 km². Em 2010 a comuna tinha 139 habitantes (densidade: 16 hab./km²).